# Pegesimallus
Pegesimallus là một chi ruồi. Nó có các loài sau:
- Pegesimallus apicalis Bromley, 1947
- Pegesimallus brunneus Londt, 1980
- Pegesimallus bulbifrons Londt, 1980
- Pegesimallus calvifrons Londt, 1980
- Pegesimallus claelius Walker, 1849
- Pegesimallus fusticulus Londt, 1980
- Pegesimallus hermanni Londt, 1980
- Pegesimallus irwini Londt, 1980
- Pegesimallus isanicus Tomasovic, 2005
- Pegesimallus kenyensis Londt, 1980
- Pegesimallus mesasiatica Lehr, 1958
- Pegesimallus namibiensis Londt, 1980
- Pegesimallus oldroydi Londt, 1980
- Pegesimallus saegeri Oldroyd, 1970
- Pegesimallus srilankensis Londt, 1980
- Pegesimallus vansoni Londt, 1980
- Pegesimallus volcata Walker, 1849
- Pegesimallus yerburyi Londt, 1980